# Archanara hessei
Archanara hessei är en fjärilsart som beskrevs av Jean Baptiste Boisduval 1840. Archanara hessei ingår i släktet Archanara och familjen nattflyn. Inga underarter finns listade i Catalogue of Life.